# François-Xavier Fabre

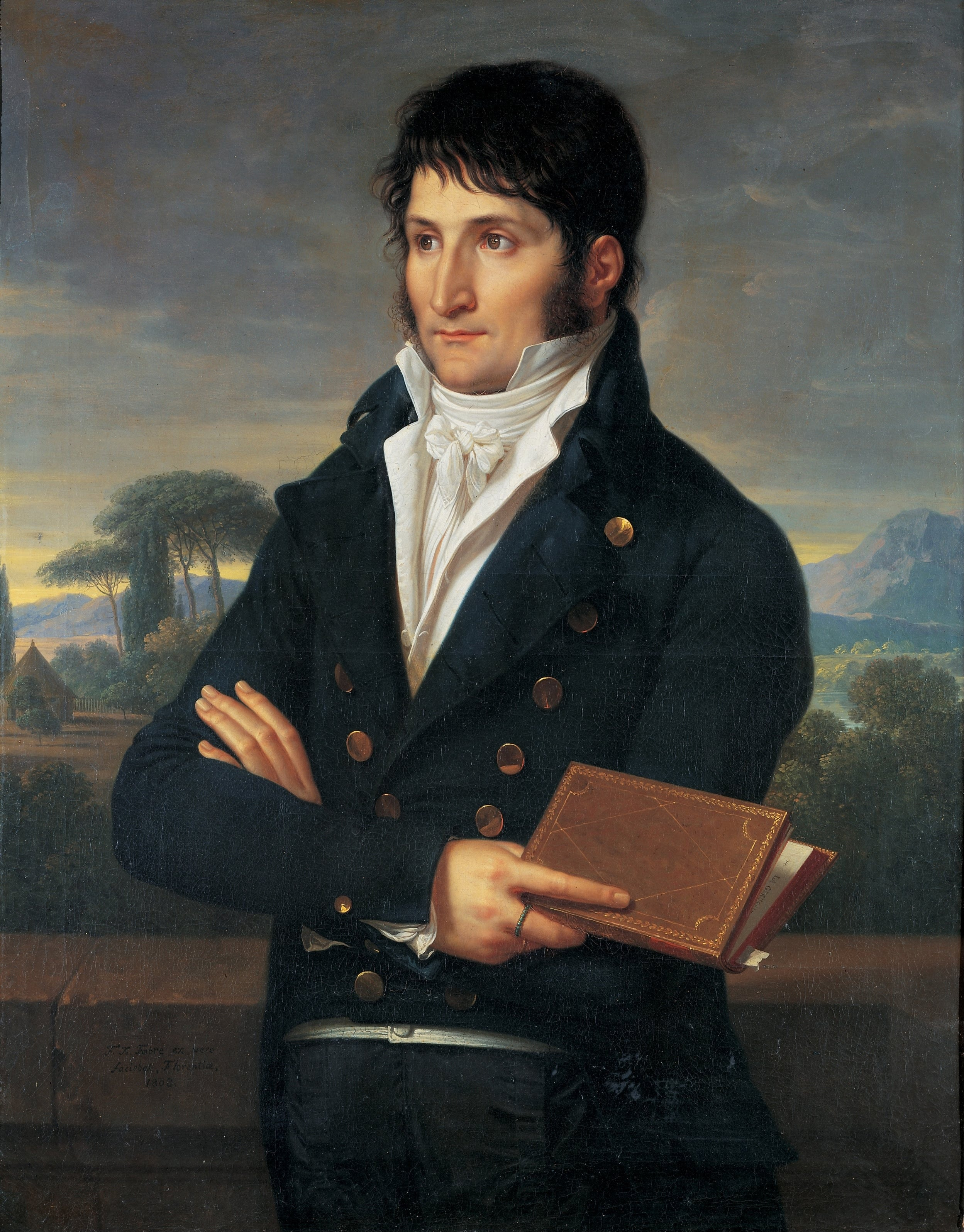
Porträt von Lucien Bonaparte

François-Xavier Fabre (* 1. April 1766 in Montpellier, Département Hérault; † 16. März 1837 ebenda) war ein französischer Maler, Zeichner, Radierer und Kunstsammler.
Als Meisterschüler von Jacques Louis David konnte Fabre 1787 auf der großen Ausstellung des Salon de Paris teilnehmen. Er wurde von der Académie des Beaux-Arts mit dem Prix de Rome ausgezeichnet; dieser Preis beinhaltete u. a. einen großzügigen Studienaufenthalt in der Villa Medici in Rom.
Von Rom aus bereiste Fabre 1793 Süditalien und hielt sich längere Zeit in Neapel auf. Um 1800 nahm er einen Ruf an die Accademia delle Arti del Disegno (Kunstakademie) in Florenz an und lehrte dort bis 1826 als Professor. Nachdem im Januar 1824 seine Lebensgefährtin Luise zu Stolberg-Gedern gestorben war, legte er allmählich alle Ämter und Verpflichtungen nieder. Das Erbe von Luise zu Stolberg-Gedern, in der Hauptsache eine große Sammlung von Kunstwerken, vermachte Fabre der Stadt Florenz.
1826 kehrte Fabre nach Frankreich zurück und ließ sich in seiner Vaterstadt nieder. Dort gründete ein Museum, eine Kunstschule und eine öffentliche Bibliothek; großzügig ausgestattet wurden diese Gründungen mit den privaten Sammlungen Fabres. Während der Zweiten Restauration wurde Fabre in den Adelsstand (Baron) erhoben. Am 16. März 1837 starb François-Xavier Fabre in Montpellier, 14 Tage vor seinem 71. Geburtstag.

## Rezeption
Fabres Gemälde bestehen aus historischen Darstellungen und Landschaften mit geschichtlicher Staffage; sie gehören der klassizistischen Richtung an. Viele sind im Besitz des nach ihm benannten Musée Fabre in Montpellier. Im Louvre befindet sich das Gemälde Philoktet auf Lemnos.